# Allen County, Kentucky
Allen County är ett administrativt område i delstaten Kentucky, USA, med 19 956 invånare. Den administrativa huvudorten (county seat) är Scottsville. 

## Geografi
Enligt United States Census Bureau har countyt en total area på 912 km². 997 km² av den arean är land och 15 km² är vatten.

### Angränsande countyn
- Warren County - nordväst
- Barren County - nordost
- Monroe County - öst
- Macon County, Tennessee - sydost
- Sumner County, Tennessee - sydväst
- Simpson County - väst